# Altes Landgut metróállomás
Altes Landgut egy metróállomás Bécsben a bécsi metró U1-es vonalán.

## Szomszédos állomások
A vasútállomáshoz az alábbi állomások vannak a legközelebb:
- Alaudagasse
- Troststraße

## Átszállási kapcsolatok
| U1 (Oberlaa ↔ Leopoldau) |                        |                         |
| Állomás                  | Átszállási kapcsolatok | Fontosabb létesítmények |
| Altes Landgut            | 15A                    |                         |